# Schambach (Altmühl, Treuchtlingen)
Die Schambach ist ein linker Zufluss der Altmühl in der Südlichen Frankenalb und im mittelfränkischen Landkreis Weißenburg-Gunzenhausen (Freistaat Bayern).

## Etymologie
Die Endung -bach deutet auf das kleine und nicht schiffbare Fließgewässer hin. Scham kommt aus dem althochdeutschen Wort skam für 'kurz'. 1057/1075 hieß der Fluss "Scammaba", 1214 "Schammach" und 1341 erstmals "Schambach". 1721 war nachweislich ein männlicher Artikel für den Fluss im Gebrauch ("Der Schambach").

## Verlauf
Die Schambach entspringt unbeständig auf etwa 480 m ü. NHN im unteren Laubental, eben noch auf der Gemeindegemarkung von Raitenbuch und zu Füßen des Waldgebietes Otterfleck, ca. 500 m nordöstlich der Weißenburger Einöde Laubenthal, an welcher die Bundesstraße 13 sie quert. Das Tal windet sich vom Ursprung aufwärts als Trockental etwa weitere 7 km nach Nordnordosten, seine Eintiefung beginnt ungefähr zwischen dessen Kläranlage und  Burgsalach auf einer Höhe von rund 565 m ü. NHN.
Gleich beim Forsthaus, wo die Talstraße WUG 36 von der B 13 abzweigt, läuft dem Schambachtal aus dem Süden ein anderes Trockental zu, andere folgen im weiteren Verlauf. Ab hier läuft der Bach zunächst ungefähr westlich auf das Dorf Suffersheim zu, nach seiner Durchquerung wechselt die Schambach auf westsüdwestliche bis südwestliche Laufrichtung und passiert zwei Weißenburger Mühleinöden, schneidet dann kurz durch Pappenheimer Gemarkung, an dessen Flemmühle vorbei, und betritt für den restlichen Lauf die Gemarkung der Stadt Treuchtlingen. Darin durchquert sie den Ort Schambach, dem je ein Mühlenstandort vorangeht und folgt. Dann geht die Talstraße WUG 36 an der Kreuzung mit der B 2 in die Staatsstraße 2216 über, die ungefähr westlich nach Treuchtlingen weiterläuft, durch das breite Tal des Kästleinsmühlbaches, der hier rechts von der Schambach abgezweigt wird. Das Tal selbst teilt sich hier nämlich vor dem Gäblingsberg in diesen rechten und dazu einen ebenso breiten südlichen Untertalzweig, durch den die Schambach selbst neben der nach dem Gemeindeteil Dietfurt ziehenden Bundesstraße fließt. Gegenüber dem Westteil des Ortes mündet die Schambach dann von links und Norden auf über 405 m ü. NHN in die mittlere Altmühl.
Außer einem periodischen Zufluss durch das sogenannte Heuberger Tal, das bei der Poschmühle aus dem Norden zuläuft, münden in die Schambach nur kurze Abläufe von wenigen Quellen am Unterhang. Selbst unterhalb der wenigen Kläranlagen im zu einem großen Teil bewaldeten Einzugsgebiet von 98 km² gibt es keinen dauerhaften offenen Abfluss.

## Gemeinden und Ortschaften am Lauf
und im trockenen Laubenthal-Obertal. Nur die Orte größter Einrückungstiefe sind Laufanlieger.
Im Trockental-Abschnitt des Laubenthals:
- Landkreis Weißenburg-Gunzenhausen
  - Gemeinde Burgsalach
    - (Tal hier unbesiedelt)

  - Stadt Weißenburg in Bayern
    - (Tal hier unbesiedelt)

  - Gemeinde Raitenbuch
    - (Tal hier unbesiedelt)

Im gesamten Talabschnitt der Schambach:
- Landkreis Weißenburg-Gunzenhausen
  - Stadt Weißenburg in Bayern
    - Laubenthal (Einöde, rechts)
    - Suffersheim (Dorf)
    - Potschmühle (Einöde, links)
    - Hammermühle (Einöde, links)

  - Stadt Pappenheim
    - Flemmühle (Einöde, rechts)

  - Stadt Treuchtlingen
    - Obere Papiermühle (Einöde, rechts)
    - Schambach (Kirchdorf)
    - Untere Papiermühle (Einöde)

Am Lauf des Kästleinsmühlbaches:
- Landkreis Weißenburg-Gunzenhausen
  - Stadt Treuchtlingen
    - Kohlmühle (Einöde, rechts)
    - Lehnleinsmühle (Einöde, rechts)
    - Kästleinsmühle (Einöde, rechts)

## Natur und Umwelt
Das Treuchtlinger Schambachtal ist ein Seitental des Altmühltals. Es steht zum Teil unter Naturschutz und ist zusätzlich ein FFH-Gebiet.

### BayernAtlas („BA“)
Amtliche Online-Gewässerkarte mit passendem Ausschnitt und den hier benutzten Layern: Lauf und Einzugsgebiet der Schambach

Allgemeiner Einstieg ohne Voreinstellungen und Layer: BayernAtlas der Bayerischen Staatsregierung (Hinweise)
1. 1 2  Höhe abgefragt auf dem Hintergrundlayer Amtliche Karte (Rechtsklick).

### Gewässerverzeichnis Bayern („GV“)
1. ↑  Länge nach: Verzeichnis der Bach- und Flussgebiete in Bayern – Flussgebiet Lech bis Naab, Seite 107 des Bayerischen Landesamtes für Umwelt, Stand 2016 (PDF; 2,9 MB) (Seitenzahl kann sich ändern.)
2. ↑  Einzugsgebiet nach: Verzeichnis der Bach- und Flussgebiete in Bayern – Flussgebiet Lech bis Naab, Seite 107 des Bayerischen Landesamtes für Umwelt, Stand 2016 (PDF; 2,9 MB) (Seitenzahl kann sich ändern.)

### Sonstige
1. ↑  Franz Tichy: Geographische Landesaufnahme: Die naturräumlichen Einheiten auf Blatt 163 Nürnberg. Bundesanstalt für Landeskunde, Bad Godesberg 1973. → Online-Karte (PDF; 4,0 MB)
2. ↑  Ralph Jätzold: Geographische Landesaufnahme: Die naturräumlichen Einheiten auf Blatt 172 Nördlingen. Bundesanstalt für Landeskunde, Bad Godesberg 1962. → Online-Karte (PDF; 3,9 MB)
3. ↑  Bayerischer Hochwassernachrichtendienst (Seite nicht mehr abrufbar, festgestellt im Mai 2019. Suche in Webarchiven)  Info: Der Link wurde automatisch als defekt markiert. Bitte prüfe den Link gemäß Anleitung und entferne dann diesen Hinweis. (Stand 25. Dezember 2012)
4. ↑   Albrecht Greule: Deutsches Gewässernamenbuch. Walter de Gruyter, Berlin / Boston 2014, ISBN 978-3-11-057891-1, S. 465, „Scham(m)-“ (Auszug in der Google-Buchsuche).
5. ↑  Erich Strassner, Historisches Ortsnamenbuch von Bayern, Mittelfranken, Band 2: Land- und Stadtkreis Weißenburg i. Bay. München 1966, S. 59
6. ↑  Nova Comitatus Pappenheimensis Tabula (Homann-Landkarte o. J. ), Staatsarchiv Nürnberg, Eichstätter Pläne Nr. 16
7. ↑  Naturschutzgebiet 46 -Schambachried, Landkreis Weißenburg-Gunzenhausen (Memento des Originals vom 5. Oktober 2013 im Internet Archive)  Info: Der Archivlink wurde automatisch eingesetzt und noch nicht geprüft. Bitte prüfe Original- und Archivlink gemäß Anleitung und entferne dann diesen Hinweis.